# Univers Zéro
Univers Zéro é uma banda instrumental belga formada em 1974 pelo baterista Daniel Denis e conhecida por tocar música obscura, amplamente influenciada pela música de câmara do século 20. Por um tempo foram conhecidos pelo movimento musical Rock in Opposition, que procurava produzir música densa e desafiante, em direto contraste ao disco music e punk rock sendo produzidos no final da década de 1970. Influências incluem Bartók e Stravinsky, além do conterrâneo da banda Albert Huybrechts, compositor citado pela banda.

## História
O Univers Zéro surgiu de Arkham (uma banda formada em 1970 por Daniel Denis e Jean-Luc Manderlier e cujos membros foram convidados a tocar no Magma) e Necronomicon, um novo grupo formado por Claude Deron que evoluiu par Univer Zéro em 1974. No início eram bastante influenciados pelo jazz, mas com a chegada de membros com novos instrumento musicais começaram a mudar sua direção musical.
Após mudanças na formação o som é marcado pelo cravo e pelo violino. Lançaram então o primeiro álbum, 1313 (1977), produzido pela própria banda. Possui uma abordagem voltada ao rock and roll, apesar de ser bastante acústico, mas com grande presença da bateria. No ano seguinte a banda junta-se a outros grupos para formar o movimento Rock in Opposition, e começa então o relacionamento com a banda Art Zoyd da França.
Em 1978 é lançado Heresie, contando com turnê pela Europa. É um álbum bastante obscuro, e aclamado por muitos como a música mais obscura já gravada. Após a série de concertos a banda recebe o novo integrantes, Andy Kirk. Após o lançamento de Ceux du Dehors (1980) o grupo entra em hiato, voltando em 1981 para nova turnê. Houve então nova mudança de formação, com Jean-Luc Plouvier para o teclado e André Mergen no violoncelo. Enquanto os primeiros álbuns contavam com instrumentos como oboé, cravo e mellotron, os trabalhos seguintes contavam com sintetizadores e guitarras. Tal formação grava Used (1984). Após o lançamento de Heatwave e, 1986 a banda é terminada por Daniel Denis, que começa então a trabalhar em álbuns solo para posteriormente reunir-se ao Art Zoid.
Em 1997 a banda renasceu contando com Daniel Denis, Andy Kirk e Guy Segers, entre outros. Desde então a banda vem lançando álbuns mais amenos.

## Integrantes
Obs.: Integrantes destacados fazem parte da formação original da banda.

### Formação atual
- Daniel Denis - bateria, teclado e vocal (1974-atualmente)
- Michel Berckmans - fagote, gaita de fole, oboé, vocal, percussão, piano e composição (1975-1981; 1988-atualmente)
- Martin Lauwers - violino (2004-atualmente)
- Eric Plantain - baixo (2001-atualmente)
- Andy Kirk  - teclado, guitarra e composição (1979-1983; 1985-1986; 1997; 2005-atualmente)
- Kurt Budé - clarinete e saxofone (2004-atualmente)

### Ex-integrantes
- Claude Deron - trompete (1974-1975)
- Guy Segers - baixo e vocal (1974-1977; 1978-1983; 1997)
- Roger Trigaux - composição, guitarra e piano (1974-1975; 1977-1979)
- Patrick Hanappier - violino e viola (1974-1979; 1985-1986)
- Vincent Motoulle - órgão e teclado (1974; 1975-1977)
- Jeannot Gillis - violino (1975-1977)
- Marcel Dufrane - violino (1977-1978)
- Christian Genet - baixo, balafon e apito (1977-1978; 1983-1986; 1999)
- Emmanuel Nicaise - espineta (1977)
- Marc Hollander - teclado e clarinete (1977)
- Geoff Leigh - saxofone e clarinete (1978-1979)
- Jean-Luc Aimé - violino (1979-1980)
- Dirk Descheemaeker - saxofone e clarinete (1981-1986)
- Enzo Canata - guitarra (1981)
- Alan Ward - violino (1981-1983)
- André Mergenthaler - violoncelo, saxofone e voz (1983-1985)
- Jean-Luc Plouvier - teclado (1983-1986)
- Peter Vandenberghe - teclado (2004-2005)

## Discografia

### Álbuns
- 1313 (1977, nome original era Univers Zéro)
- Heresie (1979)
- Ceux du Dehors (1980)
- Crawling Wind (1983, EP)
- Uzed (1984)
- Heatwave (1986)
- The Hard Quest (1999)
- Rhythmix (2002)
- Implosion (2004)
- Live (2006)
- Relaps Archives 1984-1986 (2009)
- Clivages (2010)
- Phosphorescent Dreams (2014)

### Singles
- Triomphe des Mouches (1981)